# For a Moment
For a Moment è il terzo singolo della cantante statunitense Brooke Hogan pubblicato dall'album Undiscovered, col quale ha fatto il suo debutto nel mondo della musica.